# Orden de la Caridad Cristiana
La orden de la Caridad Cristiana fue una orden militar instituida por Enrique III de Francia, en París en 1589 para premiar a los oficiales y soldados heridos en defensa de la patria. Al efecto, fundó en la corte una casa con el nombre de Caridad Cristiana. 
Esta institución que posteriormente inspiró a Luis XIV la construcción del hospital de los inválidos no llegó a tener cumplido efecto a causa de las continuas disensiones que agitaron Francia en aquella época. 